# 우에다역 (아이치현)
우에다역(일본어: 植田駅, うえだえき)은 일본 아이치현 나고야시 덴파쿠구에 위치한 철도역이다.

## 타는 곳
상대식 승강장 2면 2선 지하역. 출입구는 3개이다.
| 1 | ■ 쓰루마이 선 | 아카이케·도요타 시 방면         |
| 2 | ■ 쓰루마이 선 | 후시미·가미오타이·이누야마 방면 |

## 역세권 정보
- 지하철 우에다 버스 종합 발착장
- 우에다 공원
- 덴파쿠 스포츠 센터
- 메이테쓰 교통국
- 우에다 우체국
- 국도 153호선
- 현도 56호선
- 현도 59호선
- 우에다 온천장

## 역사
- 1978년 10월 1일: 영업 개시.

## 인접역
| 나고야 지하철 ■ 쓰루마이 선       | 나고야 지하철 ■ 쓰루마이 선 | 나고야 지하철 ■ 쓰루마이 선 |
| --------------------------------- | --------------------------- | --------------------------- |
| T 16 시오가마구치 가미오타이 방면 |                             | T 18 하라 아카이케 방면     |